# Miloslav Ransdorf
Miloslav Ransdorf, né le 15 février 1953 à Rakovník (Tchécoslovaquie) et mort le 22 janvier 2016 à Prague (République tchèque), est un homme politique tchèque, membre du Parti communiste de Bohême et Moravie (KSČM).

## Biographie
Miloslav Ransborf est député à l'Assemblée fédérale de Tchécoslovaquie de 1990 à 1992, puis à la Chambre des députés de 1996 à 2004.
Il est élu député européen lors des élections européennes de 2004, après avoir été observateur avant l'adhésion de la République tchèque à l'Union européenne. Il a été réélu en 2009 et en 2014. Il siège au sein de la Gauche unitaire européenne/Gauche verte nordique, dont il a été vice-président de 2004 à 2014, et fait partie de la commission de l'industrie de la recherche et de l'énergie depuis 2004.
En décembre 2015, il est arrêté en Suisse alors que, selon la presse, il aurait cherché, en compagnie de trois Slovaques, à retirer ou à transférer d'un compte bancaire la somme de 350 millions d'euros avec de faux papiers d'identité. Il est remis en liberté, la Suisse diligeant une enquête,,.

## Controverses
En juin 2013, le journaliste néerlandais Tom Staal met en lumière les pratiques de certains eurodéputés qui consistent à venir au Parlement européen afin de recevoir leur ticket de 306 €, censé couvrir les frais journaliers des eurodéputés. Lors du reportage, l'on y voit Miloslav Ransdorf et Raffaele Baldassarre venir au Parlement vers 18 h et repartir 5 minutes plus tard après avoir signé ledit document et cela sans être venu de la journée. Ce reportage met le doigt sur les dérives de certains eurodéputés, du manque de contrôle de l'Union européenne de ses dépenses et du manque de transparence en général de l'UE.